# Casinaria bangkhenensis
Casinaria bangkhenensis är en stekelart som beskrevs av Kusigemati 1990. Casinaria bangkhenensis ingår i släktet Casinaria och familjen brokparasitsteklar. Inga underarter finns listade.